# Beata Michalkiewicz
Beata Michalkiewicz – polska inżynier, profesor nauk technicznych.

## Życiorys
W 1991 ukończyła studia technologii chemicznej w Politechnice Szczecińskiej, w 1997 obroniła pracę doktorską Utlenianie metanu do tlenowych pochodnych organicznych, której promotorem był prof. Kazimierz Kałucki. W 1998 za prace z zakresu katalizy heterogenicznej otrzymała medal Amicus Scientiae et Veritatis przyznany przez Szczecińskie Towarzystwo Naukowe. W 2008 habilitowała się na podstawie monografii Studium nad katalityczną przemianą metanu do wodorosiarczanu metylu w oleum. W 2017 otrzymała tytuł profesora nauk technicznych.
Pracuje w Zachodniopomorskim Uniwersytecie Technologicznym w Szczecinie, należy do Rady Dyscypliny Naukowej – Inżynierii Materiałowej ZUT. Jest kierownikiem Katedry Inżynierii Materiałów Katalitycznych i Sorpcyjnych na Wydziale Technologii i Inżynierii Chemicznej.
Opublikowała ok. 200 prac naukowych. Jest autorką 24 patentów. Wypromowała 4 doktorów.